# Russische Küstenwache

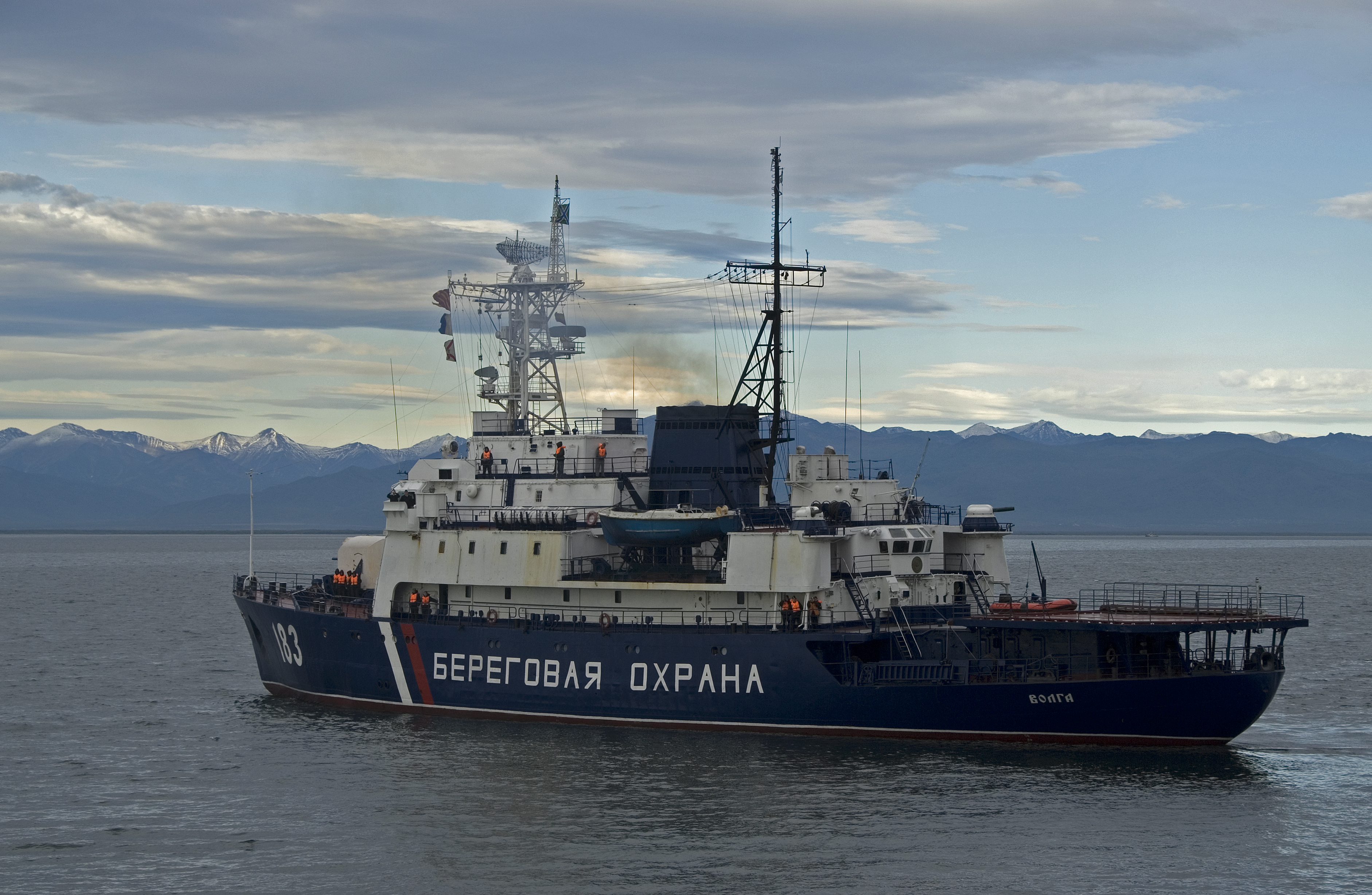
Patrouillenboot Volga (Nr. 183) der russischen Küstenwache

Die russische Küstenwache (russisch: Береговая охрана Пограничной службы ФСБ России, Küstenwache der Grenztruppen des FSB), früher bekannt als die maritimen Einheiten der KGB-Grenztruppen (russisch: Морские части Пограничных Войск КГБ СССР), ist die Küstenwache der Russischen Föderation.
Sie soll die nationalen Interessen Russlands auf dem Wasser (Meeresküste, Binnengewässer und das territoriale Meer), in der ausschließlichen Wirtschaftszone und auf dem Festlandsockel Russlands sichern. Seit 2004 ist die Küstenwache Teil der Grenztruppen Russlands, die dem Geheimdienst FSB unterstellt sind.
Sie verfügt heute über ca. 300 größere Boote und Schiffe, darunter 2 Fregatten der Kriwak-Klasse und 2 Korvetten der Pauk-Klasse sowie eine größere Anzahl an Flugzeugen und Hubschraubern.
Kommandanten
- Admiral Innokenti Naljotow (1996–1999)
- Vizeadmiral Waleri Logwinenko (1999–2004)
- Vizeadmiral Wjatscheslaw Serschanin (2004–2006)
- Generaloberst Wiktor Trufanow (2006–2011)
- Vizeadmiral Juri Alexejew (2011–2017)
- Admiral Gennadi Medwedew (2017–)

Die russische Küstenwache ist mit Unterstützung der Schwarzmeerflotte seit der Annexion der Krim 2014 maßgeblich an den russisch-ukrainischen Streitigkeiten im Asowschen Meer beteiligt, etwa an der russischen Provokation bei Kertsch 2018.